# Jam!
Jam! è un sito web che offre notizie relative all'intrattenimento, inclusi interviste e recensioni di film, serie televisive, album musicali, libri. Fa parte del portale online CANOE, operato da Quebecor attraverso la sua divisione Sun Media.
Fu fondato dopo il programma televisivo Inside Jam!. Jam! è attualmente l'unico mezzo dei media che pubblica una raccolta completa delle classifiche discografiche ufficiali canadesi compilate da Nielsen SoundScan e Nielsen Broadcast Data Systems.